# Leptotroga gemina
Leptotroga gemina är en fjärilsart som beskrevs av Fabricius 1794. Leptotroga gemina ingår i släktet Leptotroga och familjen nattflyn. Inga underarter finns listade i Catalogue of Life.